# Goljam tjardak
Goljam tjardak (bulgariska: Голям чардак) är ett distrikt i Bulgarien.   Det ligger i kommunen Obsjtina Săedinenie och regionen Plovdiv, i den centrala delen av landet, 120 km öster om huvudstaden Sofia.
Trakten runt Goljam tjardak består till största delen av jordbruksmark. Runt Goljam tjardak är det ganska tätbefolkat, med 80 invånare per kvadratkilometer.